# Stazione di Kameari
La stazione di Kameari (亀有駅?, Kameari-eki) è una stazione ferroviaria di Tokyo situata nel quartiere di Katsushika servita dalla linea Jōban locale della JR East.

## Linee
- JR East
  - ■ Linea Jōban (locale)

## Struttura
La stazione è dotata di una banchina centrale a isola con due binari su viadotto. Sono presenti anche due binari laterali per i treni della linea rapida privi di banchine, in quanto i treni non fermano presso Kameari.
| 1 | ■ Linea Jōban (locale) | per Matsudo, Kashiwa, Abiko e Toride          |
| 2 | ■ Linea Jōban (locale) | per Kita-Senju, Nishi-Nippori e Yoyogi-Uehara |

## Stazioni adiacenti
| «                          | Servizio             | »                    |
| Linea Jōban - Locale       | Linea Jōban - Locale | Linea Jōban - Locale |
| -------------------------- | -------------------- | -------------------- |
| Ayase                      | Locale               | Kanamachi            |
| I treni Rapidi non fermano |                      |                      |